# Huanta (provincie)
| Huanta                                                   | Huanta                        |
| -------------------------------------------------------- | ----------------------------- |
| Harta localizării provinciei în cadrul regiunii Ayacucho |                               |
| Informații generale                                      |                               |
| Nume nativ                                               | Provincia de Huanta           |
| Țară                                                     | Peru                          |
| Regiune                                                  | Ayacucho                      |
| Primar                                                   | Carlos Rua (2011-2014)        |
| - Capitală                                               | Huanta                        |
| - Suprafață totală                                       | 3878,91 km2                   |
| Cel mai înalt punct                                      | 2642                          |
| - Districte                                              | 8                             |
| Populație                                                |                               |
| An recensământ                                           | 2007                          |
| - Totală                                                 | 93 360                        |
| - Densitate                                              | 24,07/km2                     |
| Fus orar                                                 | UTC-5                         |
| Sit web                                                  | http://www.munihuanta.gob.pe/ |
| UBIGEO                                                   | 0503                          |
| Modifică text                                            |                               |

Huanta este una dintre cele unsprezece provincii din regiunea Ayacucho din Peru. Capitala este orașul Huanta. Se învecinează cu provinciile La Convención, La Mar, Huamanga, Tayacaja, Angaraes și Churcampa, și cu regiunea Junín.
Provincia a fost fondată în primii ani ai republicii.

## Diviziune teritorială
Provincia este divizată în 8 districte (spaniolă: distritos, singular: distrito):
- Huanta
- Ayahuanco
- Huamanguilla
- Iguaín
- Llochegua
- Luricocha
- Santillana
- Sivia

## Populație
La data recensământului din 2007, provincia avea o populație de aproximativ 93 000 de locuitori. Dintre aceștia, aproape 92% (70 000 de locuitori) au domiciliul în capitala provinciei, care este orașul Huanta. 

## Grupuri etnice
Provincia este locuită de către urmași ai populațiilor quechua. Quechua este limba care a fost învățată de către majoritatea populației (procent de 67,17%) în copilărie, 32,45% dintre locuitori au vorbit pentru prima dată quechua, iar 0,10% au folosit limba aymara. (Recensământul peruan din 2007)